# Зігфрід Келлер
Зігфрід Келлер (нім. Siegfried Keller; 30 жовтня 1917, Гота — 12 березня 1943, Атлантичний океан) — німецький офіцер-підводник, оберлейтенант-цур-зее крігсмаріне.

## Біографія
3 квітня 1937 року вступив на флот. З жовтня 1939 по березень 1940 року пройшов курс підводника. З 5 грудня 1940 року — 2-й вахтовий офіцер на підводному човні U-109. З грудня 1941 по січень 1942 року пройшов курс командира човна. З 7 лютого 1943 року — командир U-130. 28 лютого вийшов у свій перший і останній похід, під час якого потопив 4 кораблі загальною водотоннажністю 16 359 тонн.
| Дата           | Назва корабля | Тип               | Тоннаж | Вантаж                                  | Екіпаж | Загинули | Країна             | Конвой |
| -------------- | ------------- | ----------------- | ------ | --------------------------------------- | ------ | -------- | ------------------ | ------ |
| 5 березня 1943 | Empire Tower  | Торговий пароплав | 4,378  | 6532 тонн залізної руди                 | 46     | 40       | Британська імперія | XK-2   |
| 5 березня 1943 | Fidra         | Торговий пароплав | 1,574  | 2300 тонн залізної руди                 | 29     | 17       | Британська імперія | XK-2   |
| 5 березня 1943 | Ger-y-Bryn    | Торговий пароплав | 5,108  | 8181 тонн західноафриканської продукції | 47     | 0        | Британська імперія | XK-2   |
| 5 березня 1943 | Trefusis      | Торговий пароплав | 5,299  | 7400 тонн залізної руди                 | 47     | 3        | Британська імперія | XK-2   |

12 березня 1943 року U-130 був потоплений західніше Азорських островів глибинними бомбами американського есмінця «Чамплін». Всі 53 члени екіпажу загинули.

## Звання
- Кандидат в офіцери (3 квітня 1937)
- Морський кадет (21 вересня 1937)
- Фенріх-цур-зее (1 травня 1938)
- Оберфенріх-цур-зее (1 липня 1939)
- Лейтенант-цур-зее (1 серпня 1939)
- Оберлейтенант-цур-зее (1 вересня 1941)